# Egzekucje w fordońskiej „Dolinie Śmierci”

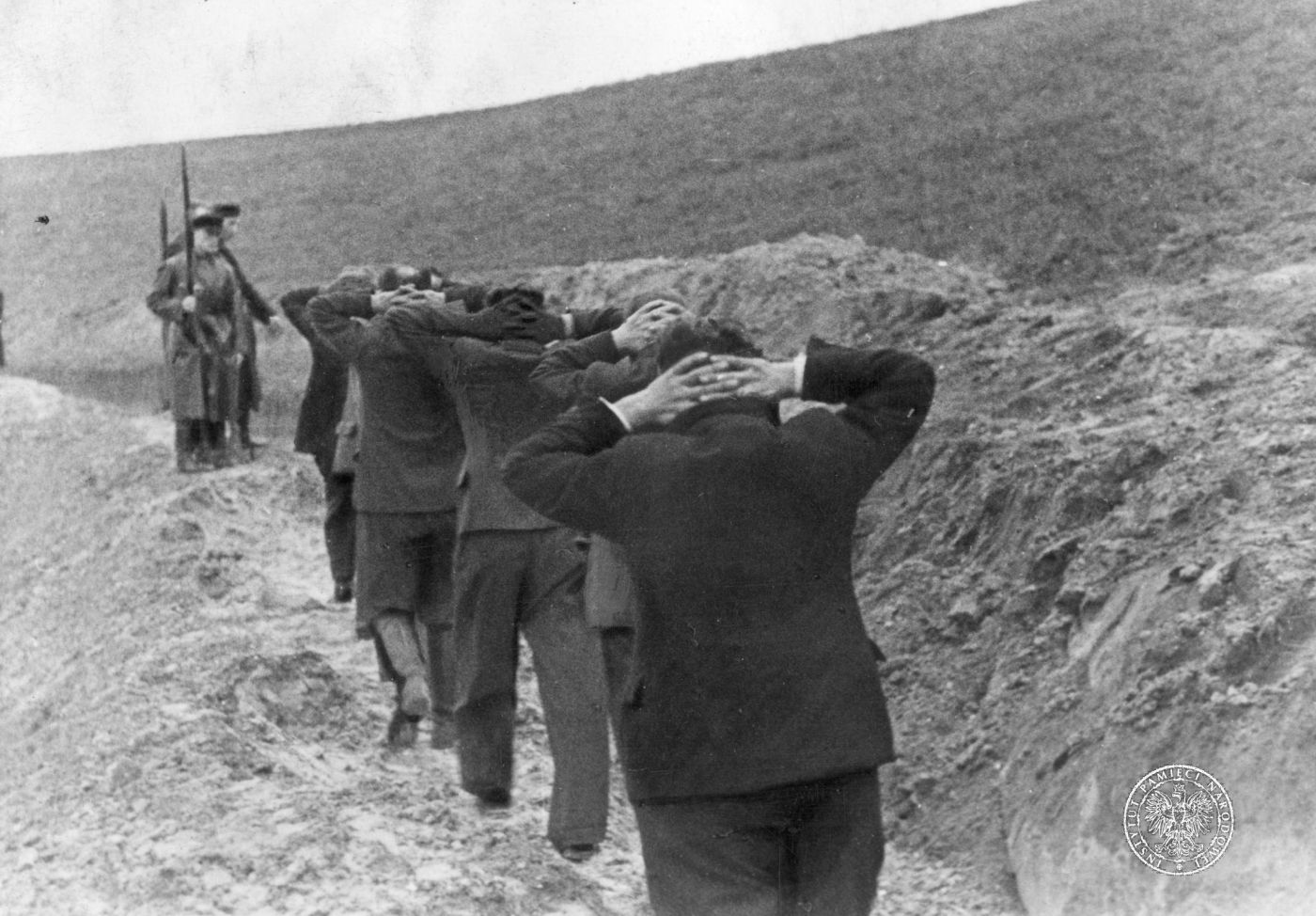
Polscy nauczyciele w drodze na egzekucję w „Dolinie Śmierci”

Egzekucje w fordońskiej „Dolinie Śmierci” – seria zbiorowych egzekucji przeprowadzonych przez okupantów niemieckich w dolinie położonej w pobliżu miasteczka Fordon (dziś dzielnica Bydgoszczy). W miejscu tym – nazwanym później „Doliną Śmierci” – bojówkarze paramilitarnego Selbstschutzu oraz funkcjonariusze Einsatzgruppen zamordowali jesienią 1939 roku od 1200 do 3000 mieszkańców Bydgoszczy i okolicznych miejscowości. Większość ofiar „Doliny Śmierci” stanowili przedstawiciele polskiej i żydowskiej inteligencji oraz duchowieństwa katolickiego. Fordońska „Dolina Śmierci” jest największą zbiorową mogiłą na terenie Bydgoszczy, a zarazem stanowi najbardziej znany symbol martyrologii mieszkańców miasta w czasie II wojny światowej.

## Intelligenzaktion w Bydgoszczy

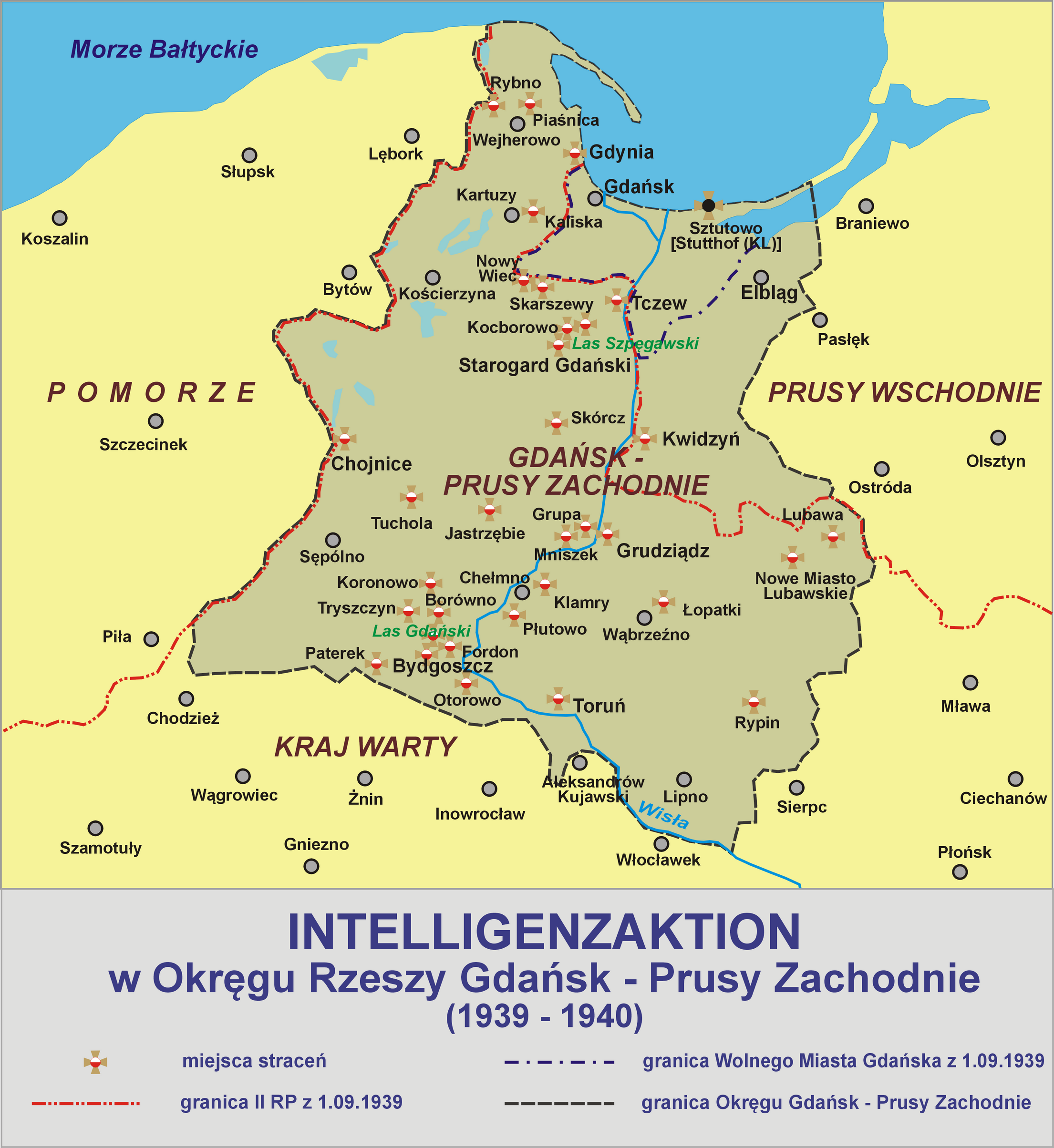

W pierwszych miesiącach niemieckiej okupacji Pomorze było tym regionem Polski, w którym nazistowski terror przybrał najbardziej brutalną formę. Nawet jednak na tym tle niemieckie represje wobec ludności Bydgoszczy charakteryzowało wyjątkowe nasilenie, co uczyniło z miasta jeden z symboli niemieckich okrucieństw popełnianych w okupowanej Polsce. Aresztowania i egzekucje, dokonywane w pierwszych dniach okupacji rękami żołnierzy Wehrmachtu i członków Einsatzgruppen, odbywały się początkowo w atmosferze chaosu i stanowiły zemstę za wydarzenia tzw. bydgoskiej „krwawej niedzieli” z 3–4 września 1939 (niem. Bromberger Blutsonntag) oraz opór stawiany wkraczającym oddziałom niemieckim przez miejscową Straż Obywatelską. Owe represje przekształciły się później w zorganizowaną akcję eksterminacyjną, której celem była likwidacja polskiej inteligencji oraz tzw. warstwy przywódczej w Bydgoszczy. Był to zresztą jedynie element szeroko zakrojonych działań eksterminacyjnych, które okupanci niemieccy realizowali na całym Pomorzu w ramach tzw. akcji „Inteligencja”.
Od końca września 1939 w Bydgoszczy miała miejsce seria niemieckich „akcji oczyszczających” wymierzonych – podobnie jak to miało miejsce w innych regionach okupowanej Polski – w konkretne grupy zawodowe (np. nauczycieli, duchownych katolickich), środowiska społeczne oraz członków organizacji i stowarzyszeń krzewiących polskość (takich jak Polski Związek Zachodni, Liga Morska i Kolonialna czy Związek Powstańców i Wojaków). Ponadto na celowniku okupanta znaleźli się Żydzi. Między innymi: 14 października 1939 zorganizowano obławę na polskich nauczycieli, w trakcie której aresztowano 186 pedagogów. 19 października zorganizowano obławę na członków Polskiego Związku Zachodniego, aresztując 91 z nich (w tym 21 kobiet). 20 października zorganizowano wielką łapankę w okolicach ulicy Kujawskiej. Zatrzymano wówczas około 1200 ludzi, spośród których wyłowiono po przesłuchaniach 27 osób, których nazwiska figurowały na listach proskrypcyjnych, w kartotekach policyjnych lub zostały zgłoszone przez miejscowych volksdeutschów. W listopadzie rozpoczęły się z kolei aresztowania księży katolickich. Szeroko zakrojoną „akcję uspokajającą” (Befriedungsaktion) przeprowadzono 11 listopada, w dniu polskiego święta niepodległości. W operacji tej wzięło udział 115 grup składających się z funkcjonariuszy Gestapo, Kripo, Schutzpolizei i członków Selbstschutzu, a w jej wyniku zatrzymano 3800 osób.
Większość Polaków i Żydów zatrzymanych w trakcie owych obław trafiła do bydgoskiego obozu dla internowanych (Internierungslager), utworzonego w koszarach 15. pułku artylerii lekkiej przy ul. Gdańskiej 147. Tam o dalszym losie aresztowanych decydowała urzędująca w obozie specjalna komisja, złożona początkowo z SS-manów wchodzących w skład Einsatzgruppe IV (specjalnej grupy operacyjnej SD i policji bezpieczeństwa), a później z członków przybyłego z Gdańska Einsatzkommando 16 (EK 16). 20-osobową grupą gdańskich SS-manów dowodził radca kryminalny (Kriminalrat) Jakob Lölgen. Współpracowała z nim wchodząca również w skład EK 16 niewielka jednostka SD, kierowana przez SS-Sturmbannführera dr Rudolfa Oebsger-Rödera. Komisja Lölgena decydowała, których więźniów należy zwolnić lub wysiedlić do Generalnego Gubernatorstwa, których skierować do obozów koncentracyjnych, a których zlikwidować na miejscu. Często w obozie zjawiały się także kobiety niemieckie, które wybierały osoby do rozstrzelania. „Procedura” ta polegała na wskazaniu więźnia i zakomunikowaniu, że brał on udział w „bydgoskiej krwawej niedzieli”.
Skazani na śmierć byli rozstrzeliwani bez sądu w odosobnionych miejscach w pobliżu Bydgoszczy. Początkowo egzekucje miały miejsce w Lesie Gdańskim, w lasach w pobliżu jeziora Borówno, w okolicach Otorowa, czy przede wszystkim – w rowach strzeleckich pod wsią Tryszczyn. O wyborze miejsc egzekucji decydował takie czynniki jak: łatwość dojazdu, niewielka odległość od miasta oraz ukształtowanie terenu. Mordów dokonywali zazwyczaj członkowie Selbstschutzu – paramilitarnej formacji złożonej z przedstawicieli niemieckiej mniejszości narodowej, zamieszkującej przedwojenne terytorium Rzeczypospolitej. Zgodnie z powojennymi zeznaniami Josefa Meiera, dowódcy Selbstschutzu w powiecie bydgoskim, w skład plutonów egzekucyjnych wchodzili wyłącznie ochotnicy.

## Zbrodnia w „Dolinie Śmierci”

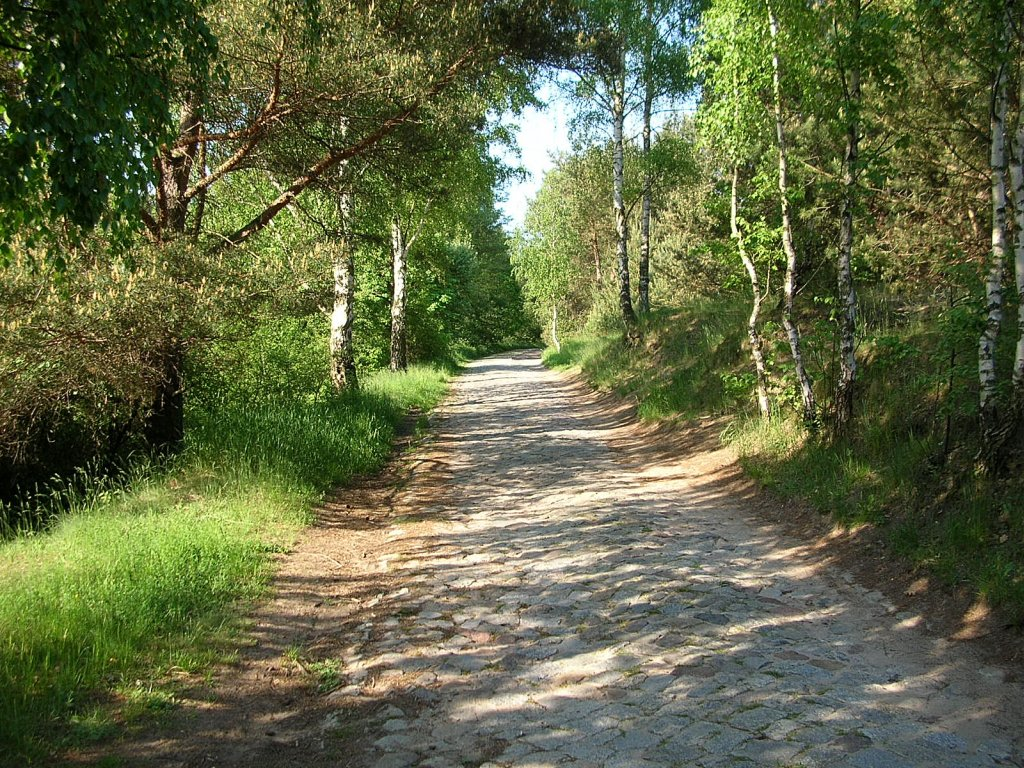
Droga w „Dolinie Śmierci”

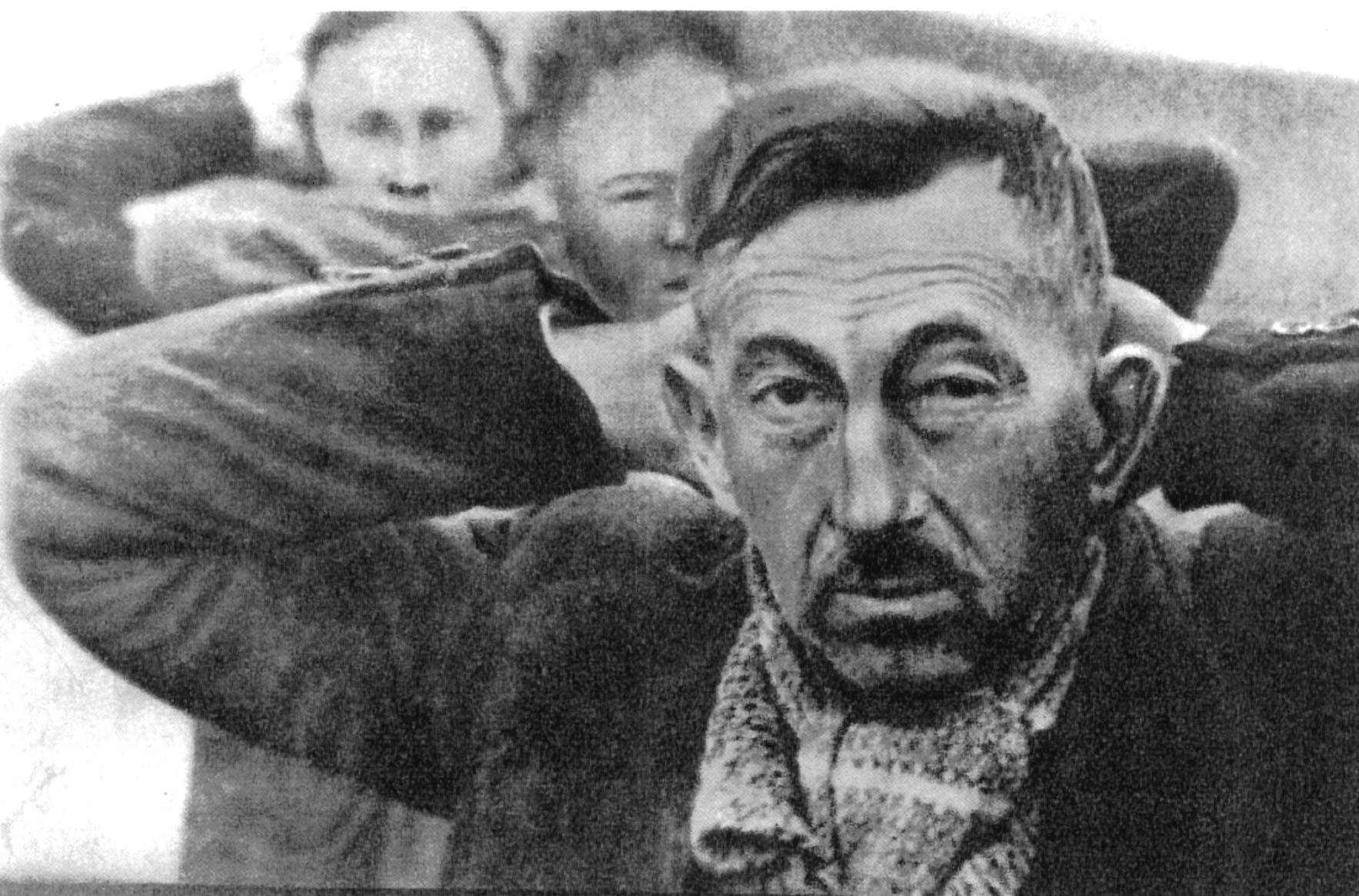
Grupa bydgoskich nauczycieli sfotografowana na chwilę przed egzekucją, na pierwszym planie Władysław Bieliński

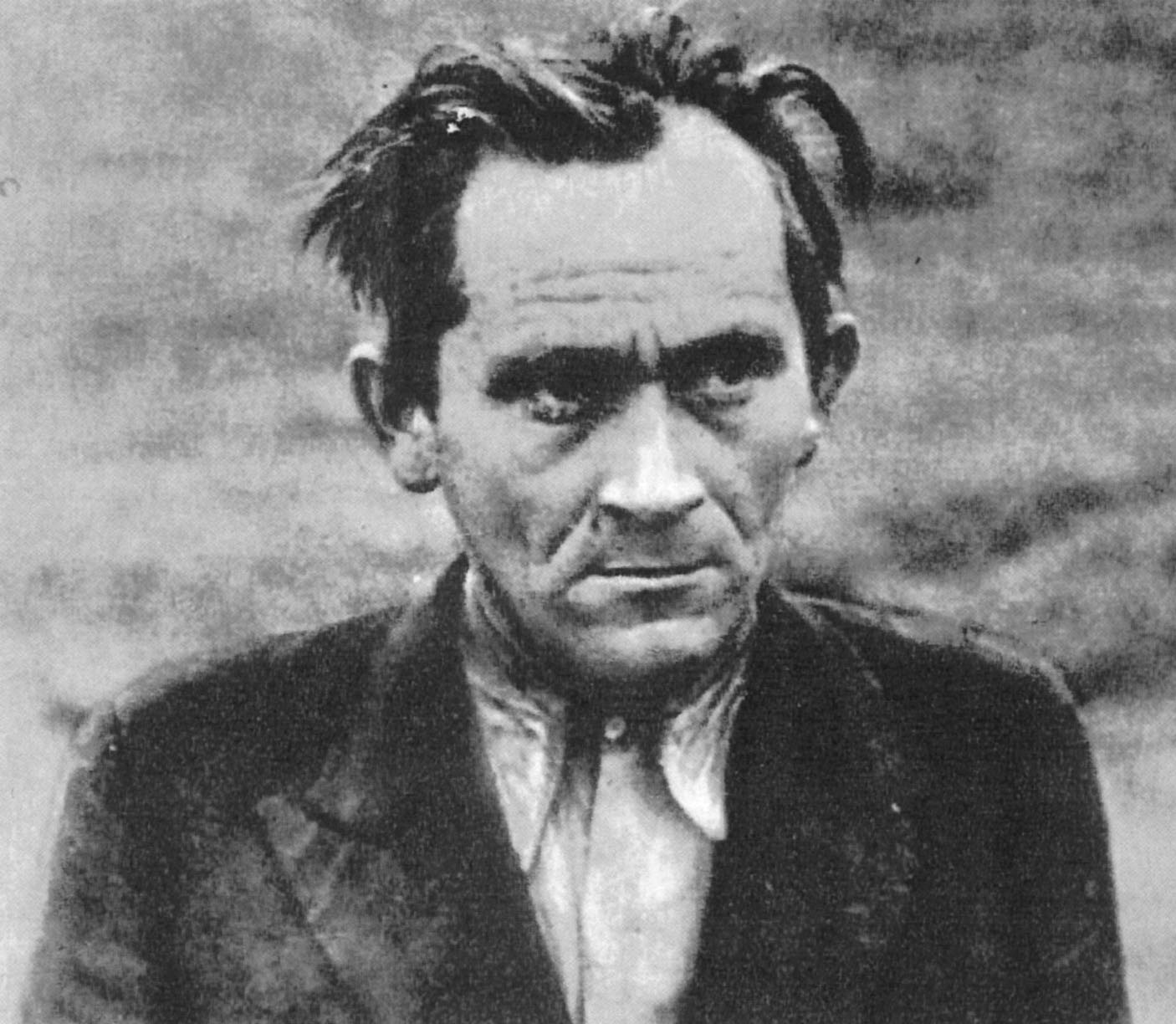
Medard Męczykowski – nauczyciel

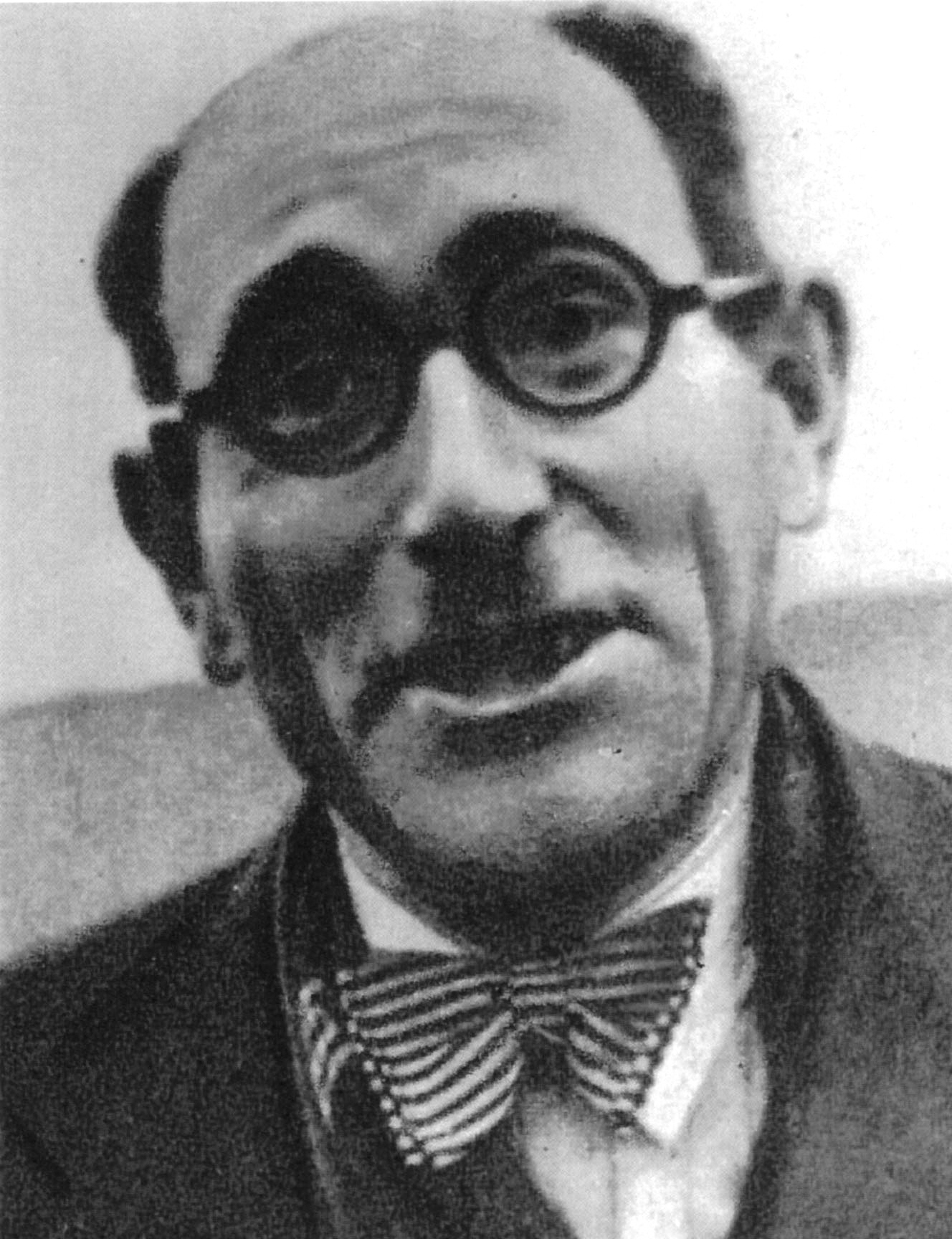
Marian Jurek – nauczyciel

Z powodu przepełnienia ciałami masowych grobów przygotowanych w Tryszczynie, Niemcy zaczęli się rozglądać za nowym miejscem na przeprowadzanie zbiorowych egzekucji. Ich wybór padł na dolinę znajdującą się w odległości około 12 kilometrów na północny wschód od Bydgoszczy, położoną w pobliżu Fordonu – obecnie dzielnicy Bydgoszczy, stanowiącej podówczas samodzielne miasto. Miejsce to wybrano przede wszystkim ze względu na jego oddalenie od siedzib ludzkich oraz ukształtowanie terenu, które zagłuszało odgłosy strzałów i utrudniało obserwowanie egzekucji. Owa wąska i kręta dolina, leżąca pomiędzy drugim a trzecim wzniesieniem Wzgórz Miedzyńskich zyskała sobie odtąd miano „Doliny Śmierci”. Na początku października 1939, jeszcze przed przybyciem pierwszych transportów skazańców, na terenie doliny pojawił się oddział niemieckiego Arbeitsdienstu, który wykopał tam kilka długich rowów o szerokości 3 metrów i głębokości 2,5 metra. Roboty trwały kilka dni.
Tymczasem Fordon już wcześniej doświadczył nazistowskiego terroru, realizowanego w głównej mierze rękami członków miejscowej placówki Selbstschutzu, kierowanej przez Fryderyka Walthera Gassmanna. 2 października 1939 w publicznej egzekucji pod murem fordońskiego kościoła zginęli: burmistrz Wacław Wawrzyniak, ks. prałat Henryk Antoni Szuman, ks. wikariusz Hubert Raszkowski oraz pięciu innych mieszkańców miasta. Następnie wymordowano fordońskich Żydów, których Selbstschutzmani rozstrzelali w dwóch egzekucjach, przeprowadzonych w „Dolinie Śmierci” w dniach: 12 października i 19 października. Przypuszczalnie zginęło wówczas 26 osób. Po tych wydarzeniach na murze fordońskiej synagogi pojawił się napis Diese Stadt ist Judenfrei (niem. „To miasto jest wolne od Żydów”). Razem z Żydami stracona została pielęgniarka Stanisława Stawska oraz jej 10-letni syn. Kolejną ofiarą zbrodni fordońskich Niemców była czteroosobowa rodzina miejscowych kupców Kulpińskich, których rozstrzelano 15 października. Zaraz po egzekucji mieszkanie Kuplińskich zostało zajęte przez Gassmanna.
Pierwszą egzekucję mieszkańców Bydgoszczy przeprowadzono w „Dolinie Śmierci” w dniu 10 października 1939, a kolejne odbywały się aż do 11 listopada, a według niektórych źródeł – nawet do 26 listopada 1939.
Ofiary przywożono na miejsce straceń samochodami ciężarowymi – najczęściej z miejsc internowania, takich jak bydgoski Internierungslager. Po opuszczeniu samochodu więźniowie musieli przejść z rękami założonymi na karku przez szpaler obstawy i plutonu egzekucyjnego. W hangarze należącym do byłego Aeroklubu Bydgoskiego skazańców pozbawiano wierzchniej odzieży, kosztowności oraz innych przedmiotów osobistych. Prowadzono ich następnie nad wykopane uprzednio groby i tam mordowano strzałami w tył głowy – z broni krótkiej lub karabinów. Stosunkowo rzadko dochodziło do egzekucji z użyciem broni maszynowej. Rannych dobijano strzałami z pistoletów, kolbami karabinów, a czasem po prostu zasypywano żywcem. Po zakończeniu egzekucji kaci często udawali się na libację do pobliskiego Fordonu. Z zeznań Mieczysława Górskiego wynikało, że egzekucje odbywały się niekiedy dwa razy dziennie, a czasami również w nocy.

„Widziałem, jak dwa samochody zajechały niedaleko gospodarstwa Niemca Lawrenza, gdzie wyładowano około stu Polaków, mężczyzn i kobiet i przepędzono ich w góry majątku Miedzyń. Za chwilę usłyszałem salwy karabinów maszynowych i ręcznych. Egzekucje odbywały się częstokroć nawet w nocy. Po salwie karabinów słychać było jęki rannych i umierających” – zeznanie Adama Gorzkiewicza.

W skład plutonów egzekucyjnych wchodzili przede wszystkim członkowie Selbstschutzu z Bydgoszczy (kierowani przez SS-Sturmbannführerów: Spaarmanna i Meiera) i Fordonu (tymi ostatnimi dowodził Fryderyk Walther Gassmann) oraz SS-mani z bydgoskiej ekspozytury Einsatzkommando 16. Ogólny nadzór nad przebiegiem akcji eksterminacyjnej sprawował rezydujący w Bydgoszczy dowódca pomorskiego Selbstschutzu, SS-Oberführer Ludolf von Alvensleben.
Historycy nie są w stanie ustalić ilu Polaków i Żydów zostało zamordowanych w „Dolinie Śmierci”, co wynika w dużej mierze z faktu, iż nie odnaleziono żadnych udokumentowanych źródeł zbrodni fordońskiej. Podczas ekshumacji przeprowadzonej w 1947 wydobyto szczątki 306 ciał. Ocenia się jednak, że w „Dolinie Śmierci” wciąż spoczywa w nie odkrytych miejscach od 700 do 1600 zwłok. Stanisław Bator i Rajmund Kuczma oceniali liczbę zamordowanych na 2000 osób. Zdaniem Marii Wardzyńskiej, pracownicy IPN, w bydgoskiej „Dolinie Śmierci” mogło zginąć z rąk Niemców nawet do 3000 osób.
W wyniku egzekucji przeprowadzanych w „Dolinie Śmierci” zginęło 48% nauczycieli bydgoskich szkół średnich, około 33% duchownych, 15% nauczycieli szkół powszechnych i prawie 14% lekarzy oraz prawników. 11 listopada 1939 zginął tam również przedwojenny prezydent Bydgoszczy, Leon Barciszewski. Fordońska „Dolina Śmierci” jest największą zbiorową mogiłą na terenie Bydgoszczy, a zarazem stanowi symbol martyrologii mieszkańców miasta.

## Po wojnie

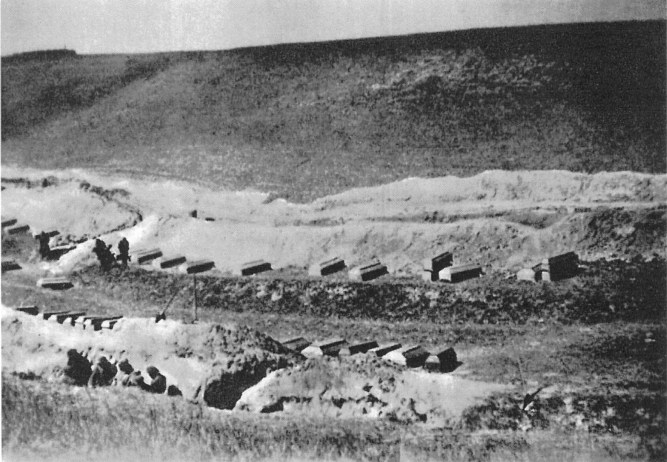
Ekshumacja pomordowanych. Rok 1947

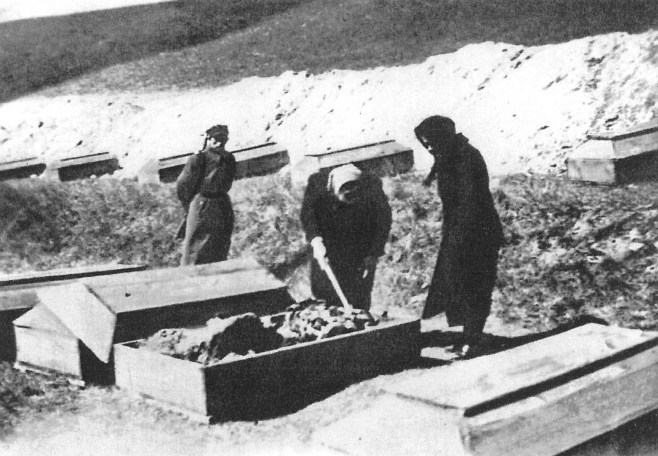
Identyfikacja ciał ekshumowanych w „Dolinie Śmierci”

Po zakończeniu akcji eksterminacyjnej Niemcy starali się zamaskować ślady zbrodni, między innymi poprzez sadzenie drzew i krzewów na miejscu masowych grobów. Sprawowali też stały nadzór nad „Doliną Śmierci”. Upamiętnienie ofiar mordu było więc możliwe dopiero po zakończeniu działań wojennych. Mimo iż miejsce egzekucji było przeszukiwane już w 1945, masowe groby udało się odnaleźć dopiero w 1947.
Ekshumację na miejscu straceń w „Dolinie Śmierci” przeprowadzono w dniach 28 kwietnia – 2 maja 1947, przy udziale 12 komisji z 8 sędziami i 12 lekarzami w składzie, jak również w obecności krewnych i innych osób będących w stanie zidentyfikować ofiary. W jej trakcie wydobyto szczątki 306 zwłok, spośród których rozpoznano tylko 39 ciał (trudność identyfikacji polegała na tym, że osoby przed egzekucją zostały pozbawione wszystkich osobistych przedmiotów). W czasie prac ekshumacyjnych nagrano film, który miał znaleźć się na łamach Polskiej Kroniki Filmowej. Prace ekshumacyjne w „Dolinie Śmierci” prowadzone były pospiesznie i niespodziewanie przerwane zostały przez Urząd Bezpieczeństwa. Nigdy ich nie wznowiono. Być może miało to związek z faktem, iż po wojnie UB również dokonywało w tym miejscu egzekucji (na niemieckich jeńcach).
9 maja 1947 roku trumny ze szczątkami ofiar zostały przewiezione na bydgoski Stary Rynek. Następnego dnia odbyła się uroczysta ceremonia pogrzebowa, po której kondukt z trumnami przejechał na Cmentarz Bohaterów Bydgoszczy na Wzgórzu Wolności.
Po zakończeniu II wojny światowej zainteresowanie miejscem straceń „Dolinie Śmierci” było bardzo duże. Proboszcz parafii św. Mikołaja, ksiądz Alfons Sylka (w czasie wojny związany z AK), ustawił tam kamienny obelisk, upamiętniający dokonane w tym miejscu ludobójstwo. Z kolei 31 sierpnia 1975 na wzgórzu nad „Doliną Śmierci” odsłonięto pomnik poświęcony zamordowanym w tym miejscu mieszkańcom Bydgoszczy. Pomnik jest otoczony licznymi tablicami z nazwiskami ofiar.
Po wizycie papieża Jana Pawła II w Bydgoszczy (1999) i jego apelu o „upamiętnienie męczenników naszych czasów”, powstał pomysł budowy w „Dolinie Śmierci” stacji Drogi Krzyżowej – Golgoty XX wieku. Pierwszą stację poświęcono w 2004, ostatnia została ukończona w 2009. Uwieńczeniem starań o wyeksponowanie tego miejsca, było podniesienie 7 października 2008 przez ordynariusza diecezji bydgoskiej biskupa Jana Tyrawę pobliskiego kościoła wraz z drogą krzyżową do godności Sanktuarium Królowej Męczenników, Kalwarii Bydgoskiej – Golgoty XX wieku.

## Odpowiedzialność sprawców
Większość sprawców zbrodni w „Dolinie Śmierci” uniknęła po wojnie odpowiedzialności karnej. Przed polskimi sądami stanęło jedynie kilku zbrodniarzy. Richard Hildebrandt, wyższy dowódca SS i policji w Okręgu Rzeszy Gdańsk-Prusy Zachodnie, został przez sąd polski w Bydgoszczy skazany na karę śmierci.
Wyrok wykonano 10 marca 1951. W tym samym procesie, na karę śmierci skazany został SS-Brigadeführer Max Henze, który od 12 października 1939 pełnił funkcję prezydenta policji w Bydgoszczy. Powieszono go w tym samym dniu co Hildebrandta. Przed polskim wymiarem sprawiedliwości stanął również Eryk Pollatz, aktywny członek Selbstschutzu, odpowiedzialny m.in. za wymordowanie fordońskich Żydów. Orzeczeniem Specjalnego Sądu Karnego z dnia 4 lipca 1947 Pollatz skazany został na karę śmierci. Wyrok wykonano.
Przywódca pomorskiego Selbstschutzu, Ludolf von Alvensleben, po zakończeniu wojny zbiegł do Argentyny. Ponadto jak twierdzi Dieter Schenk, zachodnioniemiecki wymiar sprawiedliwości świadomie i z własnej woli przyzwolił na uniknięcie kary przez wielu zbrodniarzy. Postępowanie przeciwko dowódcom bydgoskiego Selbstschutzu: Erichowi Spaarmannowi (szefowi inspektoratu) i Josefowi Meierowi (dowódcy struktur powiatowych zwanemu „krwawym Meierem”) umorzono w maju 1963. W 1965 prokuratura w Monachium wnioskowała o zaprzestanie ścigania byłego kierownika powiatowej organizacji NSDAP i nadburmistrza Bydgoszczy, Wernera Kampego, dzięki czemu mógł on nadal prowadzić działalność gospodarczą jako przedstawiciel towarzystwa ubezpieczeniowego. Dr Rudolf Oebsger-Röder z bydgoskiego SD pełnił po wojnie funkcję szefa rezydentury zachodnioniemieckiego wywiadu w Dżakarcie oraz pracował jako rzecznik domu i dworu indonezyjskiego dyktatora Suharto.
W 1966 przed sądem w RFN stanęli Jakob Lölgen i jego zastępca, Horst Eichler. Akt oskarżenia zarzucał im spowodowanie w akcjach eksterminacyjnych w Bydgoszczy śmierci w sposób podstępny i z niskich pobudek 349 osób, w tym 74 nauczycieli, 3 lekarzy i prezydenta miasta Leona Barciszewskiego. Obaj oskarżeni zostali uniewinnieni przez sąd przysięgłych, który stwierdził, że działali pod przymusem przełożonych.